# Генсірук Степан Антонович

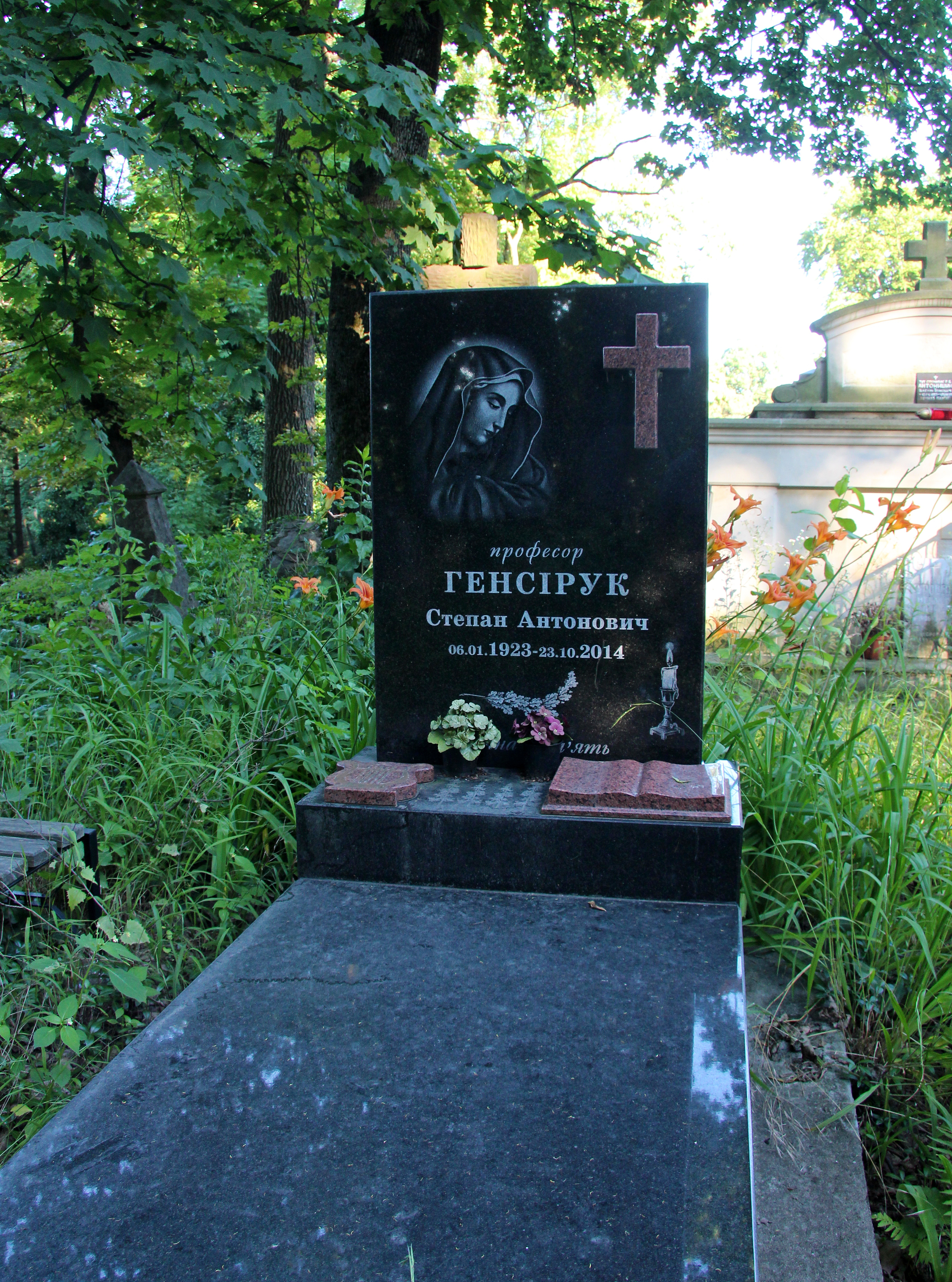

Степа́н Анто́нович Генсіру́к (6 січня 1923, с. Будки́, нині Кременецький район — 23 жовтня 2014, Львів) — український вчений в галузі лісівництва, доктор сільськогосподарських наук, професор кафедри лісівництва Національного лісотехнічного університету України. Академік Екологічної, інженерної, технологічної кібернетики і Лісівничої академії наук України. Дійсний член Наукового товариства імені Тараса Шевченка.

## Біографія
Народився 6 січня 1923 року в с. Будки́, тепер Кременецький район Тернопільської області України. 
Навчався у Кременецькій гімназії, потім — у Кременецькій лісовій школі, яку закінчив у 1943 році. Цього ж року став студентом лісогосподарського факультету Львівського сільськогосподарського інституту (нині Львівський національний аграрний університет, м. Дубляни). Під час війни (1944—1945) працював головним солістом Тернопільської хорової капели, яка обслуговувала концертами прифронтові військові частини і місцеве населення. У 1949 році закінчив його з відзнакою за успіхи в навчанні за спеціальністю «Лісове господарство», кваліфікація — «Інженер лісового господарства». Одночасно в 1949 році закінчив Львівську державну консерваторію у професора Соломії Крушельницької. Будучи студентом консерваторії, 1949 року став Лауреатом всеукраїнського і міжнародного конкурсів вокалістів (Москва), одержав рекомендацію журі відрядити талановитого співака до Італії на подальше навчання. Поїздка не відбулася. Степан Антонович гармонійно поєднав в собі найкращі риси вченого-лісівника і талановитого вокаліста.
Наукову діяльність розпочав з 1951 року, працюючи на кафедрі лісівництва Львівського лісотехнічного інституту (ЛЛТІ, нині Національний лісотехнічний університет України) на посадах асистента, доцента, професора. У 1955 році захистив кандидатську дисертацію на тему: «Смеречини Карпат і особливості господарства в них». Працював у Раді з вивчення продуктивних сил України НАН України. 1966 року захистив дисертацію на здобуття наукового ступеня доктор сільськогосподарських наук у Тімірязєвській сільськогосподарській академії (Москва) за спеціальностями — лісознавство і лісівництво; економіка. Вчене звання професор присвоєно у 1976 році по кафедрі лісівництва Української сільськогосподарської академії (Київ). З 2008 по 2014 роки працював професором в Наслучанському інституті Національного університету водного господарства та природокористування (м. Березне Рівненська область)
Здійснював підготовку фахівців у Національному лісотехнічному університеті України (Львів) за напрямком «лісове та садово-паркове господарство». Викладав різні навчальні дисципліни: «Історія лісівництва», «Лісознавство», «Лісівництво». Загальний науково-педагогічний стаж роботи становить 54 роки. Професор Генсірук С. А. перебуває на заслуженому відпочинку.
Помер 28 жовтня 2014 року, похований на 28 полі Личаківського цвинтаря.

## Наукові праці
Основні напрямки викладацької та науково-дослідної діяльності: ведення лісового господарства, історія його розвитку, опрацювання систем рубок головного користування, вивчення лісовідновних процесів у деревостанах, відтворення лісових насаджень на порушених землях, оптимізація лісистості, вивчення мікрокліматичного впливу захисних лісових насаджень на сільськогосподарські угіддя, оптимізація структури земельних угідь, типологічні основи ведення лісового господарства. Під керівництвом професора Генсірука С. А. захищено 5 докторських та 25 кандидатських дисертацій.
За роки науково-педагогічної діяльності загальний доробок склав понад 500 найменувань наукової, науково-популярної та навчально-методичної літератури:
- Генсірук С. А. Ліси Українських Карпат та їх використання. — К.: Урожай, 1964. — 290 с.
- (рос.) Генсірук С. А.Комплексное лесное хозяйство в горных условиях. — М.: Лесная промышленность, 1971. — 248 с.
- Генсірук С. А., Бондар В. С. Лісові ресурси України, їх охорона і використання. — К.: Наукова думка, 1973. — 526 с.
- (рос.) Генсирук С. А., Гайдарова Л. И. и др. Использование низкопродуктивных земель в УССР. — К.: Наукова думка, 1981. — 238 с.
- (рос.) Генсирук С. А., Гайдарова Л. И., Бабич А. Г. Овраги и пески: Лесоразведение, экология, экономика. — К. : Наукова думка, 1985. — 144 с.
- Генсірук С. А. Регіональне природокористування. — Львів: Світ, 1992. — 335 с.
- Генсірук С. А., Нижник М. С., Копій Л. І. Ліси Західного регіону України. — Львів: Атлас, 1998. — 408 с.
- Генсірук С. А. Ліси України. — Львів, 2002. — 496 с.

Важливість наукових праць Генсірука С. А. стала особливо очевидною після розробки ним науково обґрунтованих рекомендацій з боротьби зі стихійними явищами в Карпатах і охороні лісів від надмірного та хижацького використання.
Фундатор, укладач і головний редактор фундаментальної першої двотомної Української енциклопедії лісівництва.

## Нагороди
За плідну багаторічну науково-педагогічну працю нагороджений орденом «За заслуги» ІІІ ступеня та золотою медаллю Міжнародної спілки науковців-лісівників (IUFRO) за значний науковий доробок. Лауреат державної премії України в галузі науки і техніки, премії імені Шліхтера та премії імені Вернадського.